# Chamaeangis
Chamaeangis là một chi thực vật có hoa trong họ, Orchidaceae.